# Stellarium
Stellarium（ステラリウム）は、Linux、Windows、macOSで動作しGNU General Public Licenseで提供しているプラネタリウム自由ソフトウェアである。
夜空の実時間処理レンダリングにOpenGLを採用している。2006年にSourceForgeの「今月のプロジェクト」に選ばれた。

## 概要
球面鏡収差機能によりプロジェクタへ、魚眼レンズ機能によりドームへの投影ができる。
本式のプラネタリウム投影機と比較すると、予算上の限界により家庭用のプロジェクタでの投影は大きく見劣る。
プラネタリウムの製造販売にStellariumを利用している企業も存在する。
ヨーロッパ南天天文台が天文家向けに公開しているデータを閲覧できるVergoプラグインは、2010年1月15日のVer1.4.5以降サポートされていない。

## 主な機能

### 天体
- デフォルトで60万個以上の恒星のカタログ
- 追加で1億7,700万個以上の恒星のカタログ
- デフォルトで8万個以上の星雲星団のカタログ
- 追加で100万個以上の星雲星団のカタログ
- 星座のアステリズムとイラスト
- 40以上の異なる文化の星座名のカタログ
- 星雲の画像 (メシエカタログのすべて)
- 本物のような天の川
- 大気の効果を考慮した、本物のような日の出や日没
- 惑星やその衛星
- all-sky surveys (DSS, HiPS)

### 操作画面
- 便利な拡大・縮小機能
- 時間の操作
- 多言語対応
- プラネタリウムのドームのための魚眼投影法
- 安価な私的なドームのための球面鏡投影
- graphical interface and extensive keyboard control
- 望遠鏡の操作

### 視覚効果
- いくつかの座標グリッド
- 歳差運動円
- 星のまたたき
- 流星
- 彗星の尾
- 食のシミュレーション
- 超新星、新星のシミュレーション
- 太陽系外惑星の位置
- 3D風景
- 球形のパノラマ投影によるスキニング可能な風景

### カスタマイズ性
- 人工衛星、接眼レンズシミュレーション、望遠鏡制御などを追加するプラグインシステム
- オンラインリソースからの新しい天体の追加...
- 深宇宙の天体、背景、星座絵、スクリプトなどを自分で作成し、追加可能